# Альметово
Альметово (баш. Әлмәт) — деревня в Давлекановском районе Республики Башкортостан Российской Федерации. Входит в состав Бик-Кармалинского сельсовета. 

## География

### Географическое положение
Расстояние до:
- районного центра (Давлеканово): 22 км,
- центра сельсовета (Бик-Кармалы): 4 км.
- ближайшей ж/д станции (Давлеканово): 22 км.

## Население
| 2002 | 2009 | 2010 |
| ---- | ---- | ---- |
| 14   | ↗22  | ↗24  |

Согласно переписи 2002 года, преобладающая национальность — татары (93 %).